# Fascisti su Marte
Fascisti su Marte è un film del 2006 diretto da Corrado Guzzanti e Igor Skofic.
Tratto dagli omonimi sketch realizzati da Corrado Guzzanti all'interno del programma televisivo Il caso Scafroglia (2002), si tratta di un'ucronia, un "esercizio satirico" di fanta-revisionismo storico, girato come un falso documentario e parodiando lo stile dei cinegiornali dell'Istituto Luce del Ventennio fascista.
Il film è stato presentato nel 2006 a Cinema. Festa internazionale di Roma e nel 2007 ha ottenuto la candidatura al David di Donatello per la migliore canzone originale.

## Contesto
Nato nel 2002 come una striscia comica all'interno del programma televisivo di Rai 3, Il caso Scafroglia, l'anno seguente Fascisti su Marte è divenuto un mediometraggio della durata di 45 minuti circa, venendo presentato in questa forma nella sezione Nuovi Territori alla 60ª Mostra internazionale d'arte cinematografica di Venezia, e infine è stato trasformato nel 2006 in un lungometraggio grazie all'aggiunta di nuove sequenze girate ad hoc.
Così montato, il film è stato presentato nella sezione Extra durante Cinema. Festa internazionale di Roma 2006, ed è stato distribuito nelle sale italiane nell'ottobre successivo.

## Trama
(Gaetano Maria Barbagli)
Nel 1938 un manipolo di camicie nere, comandato dal gerarca Gaetano Maria Barbagli, s'imbarca sul prototipo di razzo spaziale tedesco Repentaglia IV, costruito con l'aiuto del fisico Ettore Majorana, e parte alla conquista di Marte, «rosso pianeta bolscevico e traditor».
Arrivati a destinazione, dopo l'impatto con un meteorite, alle ore 15:00 del 10 maggio 1939, gli uomini si danno all'esplorazione del pianeta, risolvendo il primo grande problema, la rarefazione dell'atmosfera, con un semplice "Me ne frego". Dopo aver piantato la bandiera e allestito il campo, si presenta il problema dei viveri e delle provviste: non c'è acqua sul pianeta, e così durante le ricerche i quattro sottoposti arrivano a scambiare uno sputo del gerarca come un segno della sua presenza. Durante la ricerca nella stiva del razzo, il manipolo scopre a bordo un balilla clandestino, di nome Bruno Caorso, trentasettenne e dichiarato ritardato. Egli oltraggia il busto del Duce e, fuggendo dal plotone di esecuzione, s'imbatte in una strana roccia; credendola un essere animato, torna al campo terrorizzato e racconta di aver incontrato dei marziani, giurando di averli sentiti dire la parola «mimimmi».
I fascisti quindi, considerando le pietre come esseri senzienti, iniziano una breve campagna per la sottomissione del pianeta e, dopo averla conclusa, dichiarano Marte «fascista», iniziando a organizzare il dominio del pianeta. Il cibo però scarseggia e la mancanza di viveri, unita alla distruzione accidentale dell'astronave con una pallonata, porta i sottoposti ad ammutinarsi contro il comandante, durante una pioggia di meteoriti scambiata per un attacco dei mimimmi partigiani. Barbagli però si libera e ingaggia un combattimento contro gli ammutinati; nel corso della battaglia atterra improvvisamente un disco volante, che si rivela pilotato da un gruppo di amazzoni aliene. Queste svolgono delle ricerche sul pianeta, incuranti della presenza umana, e anzi offrono agli sventurati camerati, nel frattempo riappacificati, cibo e acqua; Barbagli rifiuta l'aiuto esterno e cerca in ogni maniera di mostrare ai visitatori la potenza di «Marte Littorio», esasperando la capo amazzone a tal punto che questa decide di offrire loro un passaggio fino alla Terra.
Il gerarca fa di tutto per impedire ai suoi sottoposti di partire, ma non riesce a fermarli e si ritrova solo sul pianeta rosso, impotente e destinato a morte certa. L'avventuroso viaggio di questi uomini cade presto nell'oblio a causa degli eventi della seconda guerra mondiale, e al termine del conflitto nessuno ha più interesse a ricordare quest'opera di conquista; solo cinquantotto anni dopo, nel 1996, durante la missione Mars Pathfinder, il rover Sojourner rinviene quel che resta dello scheletro di Barbagli.

## Produzione
Alla lavorazione del film, diretto da Corrado Guzzanti e Igor Skofic, ha partecipato per la parte musicale anche Nicola Piovani: la pellicola comprende numerose canzoni d'epoca, oltre a composizioni originali parodistiche e una versione mélo della sigla del programma (Sopra un prototipo, presente nell'edizione home video come Fascisti su Marte Esistenzialista).
La pellicola presenta parti inedite che si inseriscono, fin dall'inizio, fra le scene già girate; tra queste, l'aggiunta del "cartone animato di regime" Il silicio sanzionista, sigle in stile Istituto Luce e un finale in cui compaiono anche Caterina Guzzanti e Irene Ferri.
Le riprese sono avvenute in una cava della Magliana, che cambiava ogni giorno a causa dei lavori in corso.
La produzione ha avuto un costo stimato di circa 1 000 000 di euro.

## Colonna sonora
Oltre alle canzoni del Ventennio e a una loro parodia (la storica sigla degli sketch mandati in onda ne Il caso Scafroglia, usata come sigla d'apertura del film), la colonna sonora include alcuni brani di musica classica, tra cui estratti dal Requiem di Mozart, dalla Sinfonia n. 7 di Beethoven, dalla Sinfonia n. 2 di Mahler, dal Tannhäuser di Wagner (quest'ultima in concomitanza con l'arrivo delle amazzoni), dal Requiem di Ligeti (nella parodia di 2001: Odissea nello spazio) e dal Morning Mood del Peer Gynt di Edvard Grieg. Inoltre è presente anche una parodia dei canti sardi cantata da Barbagli e dalla sua squadra.

## Riferimenti storici
Il film cita liberamente numerose fonti, dai discorsi di Benito Mussolini a film classici come Schindler's List (in una scena vengono inquadrati i mimimmi dietro il filo spinato, tutti in bianco e nero tranne uno rosso), Mission, 2001: Odissea nello spazio (alla fine nella scena del monolite) e Il grande dittatore (quando Barbagli palleggia e gioca con un Marte gonfiabile), e vi aggiunge un secondo livello di lettura, ovvero una satira dei costumi e della politica italiana del periodo, in particolare del governo Berlusconi II. Sono inoltre presenti molte allusioni in chiave ironica alle caratteristiche del regime fascista e alle discriminazioni tipiche del fascismo, come nella scena in cui Barbagli vede apparire quattro teneri Teletubbies aventi per antenne rispettivamente la stella di David, il simbolo dell'uguaglianza di genere, falce e martello e il simbolo della pace e li abbatte a colpi di fucile.
Durante la scena della tombola, escono in sequenza i numeri 25 7 43, 8 9 43 e 25 4 45: un chiaro riferimento agli eventi che segnarono la caduta del fascismo, rimandando rispettivamente alle date dell'ordine del giorno di sfiducia a Mussolini, dell'armistizio con gli Alleati e della liberazione di Milano e Genova.

## Accoglienza
Il film, uscito in Italia il 27 ottobre 2006, incassò nelle sale italiane 885 707 euro.